# Cosworth
Cosworth je anglický výrobce sportovních automobilových motorů se sídlem v Northamptonu. Firma je známá svým dlouholetým působením v oblasti Formule 1. V F1 je znám dodávání vítězných motorů nejprve týmu Team Lotus a pak Williams F1. V roce 2013 dodává motory tým Marussia F1.